# Amphilophus altifrons
Espèce
Amphilophus altifrons est une espèce de poissons néotropicaux.